# بالیکتیول
بالیکتیول (به لاتین: Balyktyul) یک منطقهٔ مسکونی در روسیه است که در جمهوری آلتای واقع شده‌است.